# 5-MeO-MALT
5-MeO-MALT（5-甲氧基-N-甲基-N-烯丙基色胺）是一种较为少见的致幻药物，与5-MeO-DALT相似，在网络上以狡詐家藥物出售。它在匈牙利属于非法药品；瑞典公共卫生机构在2019年5月15日提出将其列为有害物质。